# Culion
Culion é um município de  terceira classe de renda municipal (d) na província de Palauã, nas Filipinas. De acordo com o censo de 1 de maio  de  2020 possui uma população de 23 213 pessoas e 5 651 domicílios.